# 백운로 (광양시)
백운로(Baegun-ro)는 전라남도 광양시 광양읍 인동리 인동 교차로와 금호동 제철1문사거리를 잇는 전라남도의 도로이다. 과거에는 전 구간 국도 제2호선에 속했다. 도로 명칭은 광양시의 명산인 백운산에서 유래하였다.

## 연혁
- 1988년 8월 18일 : 골약육교(광양군 골약면 중군리) 746m 구간 개통[1]
- 2001년 1월 22일 : 광양 ~ 골약간 도로(광양시 광양읍 용강리 ~ 중군동) 6.9km 구간 확장 개통[2]
- 2009년 6월 23일 : 백운로로 명명

## 주요 경유지
전라남도
- 광양시 (광양읍 · 중군동 · 성황동 · 중동 · 마동 · 광영동 · 금호동)

## 노선
| 이름                      | 접속 노선                                                  | 소재지 | 소재지                                      | 비고                                               |
| ------------------------- | ---------------------------------------------------------- | ------ | ------------------------------------------- | -------------------------------------------------- |
| 인동 교차로               | 순광로 신재로 숲샘길                                       | 광양시 | 광양읍                                      |                                                    |
| 우시장사거리              | 지방도 제840호선 지방도 제865호선 (매천로) 유당로          | 광양시 | 광양읍                                      | 지방도 제865호선 구간                              |
| 광양육교                  |                                                            | 광양시 | 광양읍                                      | 지방도 제865호선 구간                              |
| 광양 나들목 (인동 나들목) | 10호선 남해고속도로 광양항전용1로                          | 광양시 | 광양읍                                      | 지방도 제865호선 구간                              |
| 초남교                    |                                                            | 광양시 | 광양읍                                      | 지방도 제865호선 구간                              |
| 경찰서앞                  | 국가지원지방도 제58호선 (덕용로) 지방도 제865호선 (제철로) | 광양시 | 광양읍                                      | 국가지원지방도 제58호선 구간 지방도 제865호선 구간 |
| 석정삼거리                | 용두길                                                     | 광양시 | 광양읍                                      | 국가지원지방도 제58호선 구간                       |
| 광양2교                   |                                                            | 광양시 | 광양읍                                      | 국가지원지방도 제58호선 구간                       |
| 억만교                    | 사곡로                                                     | 광양시 | 광양읍                                      | 국가지원지방도 제58호선 구간                       |
| 송치재                    |                                                            | 광양시 | 광양읍                                      | 국가지원지방도 제58호선 구간                       |
| 골약동                    |                                                            | 광양시 |                                             | 국가지원지방도 제58호선 구간                       |
| 중군육교                  | 국가지원지방도 제58호선 (옥진로)                           | 광양시 |                                             | 국가지원지방도 제58호선 구간                       |
| 동광양 나들목             | 10호선 남해고속도로                                        | 광양시 | 광양읍 방면 진입 불가                       |                                                    |
| (정산1교)                 | 광양항전용2로                                              | 광양시 | 동광양 방면 진입 불가 광양읍 방면 진출 불가 |                                                    |
| 성황 교차로               | 국도 제2호선 (충무공로) 옥정로                             | 광양시 |                                             |                                                    |
| 골약 교차로               | 불로로                                                     | 광양시 |                                             |                                                    |
| 컨테이너부두사거리        | 중마로                                                     | 광양시 | 중마동                                      |                                                    |
| 광양시민광장              | 광장로 오류로                                              | 광양시 | 중마동                                      |                                                    |
| 시청앞사거리              | 중마중앙로                                                 | 광양시 | 중마동                                      |                                                    |
| (신중마주유소)            | 중마로                                                     | 광양시 | 중마동                                      |                                                    |
| 금호 교차로               | 지방도 제861호선 (강변로) 청암로                           | 광양시 | 광영동                                      |                                                    |
| 금호대교                  |                                                            | 광양시 | 광영동                                      |                                                    |
| 금호동                    |                                                            | 광양시 |                                             |                                                    |
| 백운아트홀사거리          | 금호로                                                     | 광양시 |                                             |                                                    |
| (광양제철회관)            | 희망길 희망1길                                             | 광양시 |                                             |                                                    |
| 제철1문사거리             | 제철로                                                     | 광양시 |                                             |                                                    |

## 주요 건물 및 시설
- 읍내지구대 (전라남도 광양시 광양읍 백운로 10)
- 한국도로공사 광양영업소 (전라남도 광양시 광양읍 백운로 82-21)
- 와우생태호수공원 (전라남도 광양시 백운로 1435)
- 포스코휴먼센터 (전라남도 광양시 백운로 1638-11)
- 전남 드래곤즈 광양전용구장 (전라남도 광양시 백운로 1641)